# Carl Duering
Carl Duering (Berlín, Alemania; 29 de mayo de 1923 - Londres, Inglaterra; 1 de septiembre de 2018) fue un actor alemán, más conocido por interpretar al Doctor Brodsky en La naranja mecánica de Stanley Kubrick.

## Filmografía selecta
- The Red Beret (1953)
- The Colditz Story (1955)
- Let's Be Happy (1957)
- Seven Thunders (1957)
- Battle of the V-1 (1958)
- Strip Tease Murder (1961)
- Arabesque (1966)
- Duffy (1968)
- Darling Lili (1970)
- Underground (1970)
- La naranja mecánica  (1971)
- King, Queen, Knave (1972)
- Gold (1974)
- Operation Daybreak (1975)
- Los niños del Brasil (1978)
- Possession (1981)
- Smiley's People (1982)
- Inside the Third Reich (1982)
- War and Remembrance (1988)
- Déjà vu